# Neo Interactive
A Neo Interactive egy magyar tulajdonú reklámügynökség.

## Bemutatása
A 2002-ben alapított Neo Interactive Marketing Szolgáltató Kft. egy a digitális marketingkommunikáció területén szolgáltatásokat nyújtó, magyar tulajdonban lévő reklámügynökség. Főbb tevékenységei: online médiatervezés és -vásárlás, illetve kampánymenedzsment; közösségi média menedzsment; online promóciók és hűségprogramok; tartalommarketing (content marketing); kreatívfejlesztés; webfejlesztés.
A Neo Interactive ügyfélkörébe több nagy nemzetközi és hazai márka is tartozik, 2017-ben például:
Ballantine’s,
BASF,
Dr. Oetker,
ELMÜ-ÉMÁSZ,
eMAG,
HBO,
Lidl,
MasterCard,
MOL Nyrt.,
Sole-Mizo,
Telenor.

## Tevékenységi körei
Az ügynökségi iparági szereplőktől eltérően a neo saját médiaszolgáltatást is nyújt, melynek legismertebb tagja a legnagyobb hazai fájlküldő, a Mammutmail. Szintén a cég üzemeltet különböző tematikus enciklopédiákat, mint a Médiapédia, Patikapédia, Ecopédia, Vinopédia, Biciklopédia, Gyümölcspédia stb.
Az e-kereskedelmi piacon is jelen van, nem csak mint e-commerce márkák ügynöksége, hanem a legnagyobb e-kereskedelmi akciós nap, a 2011 óta megrendezett Internetes vásárlás napja kitalálójaként és szervezőjeként is, melyet 2016-tól egyéb tematikus akciós napokkal és gyűjtőportálokkal bővített (GyerekPéntek, HelloBlackFriday.hu, SzabadPéntek).
A neo tudásmárkája az Enter!Digital®, amely 2012-ig digitális konferenciák formájában (pl. az első európai gamification konferencia 2011-ben), azóta pedig digitális kommunikációs tréningsorozat formájában jelenik meg. Szintén a tudásmegosztás jegyében a Neo Interactive adja ki évente az ingyenes Digitális Média Tények Könyve nyomtatott magazint 2008 óta.

## Díjai
- ezüst EFFIE-díj – Invitel ADSL-kampány, 2007[15])
- megosztott platina EFFIE-díj – Vatera „Megcsalt feleség” kampányában végzett digitális kommunikációs munkáért, 2010[16]